# Aglycyderes setifer
Aglycyderes setifer is een keversoort uit de familie Belidae. De wetenschappelijke naam van de soort is voor het eerst geldig gepubliceerd in 1864 door Westwood.